# Ricardo Piglia
Ricardo Emilio Piglia Renzi (Adrogué, 24 novembre 1941 – Buenos Aires, 6 gennaio 2017) è stato uno scrittore argentino.

## Percorso
Dopo la caduta di Perón (1955), suo padre, che era un suo sostenitore, si trasferì con la famiglia da Adrogué nella provincia di Buenos Aires a Mar del Plata. Piglia studiò Storia presso l'Università Nazionale di La Plata, città dove visse fino al 1965. Dopodiché lavorò per un decennio in un editoriale di Buenos Aires dirigendo la Serie Negra, famosa collezione di polizia che diffuse Dashiell Hammett, Raymond Chandler, David Goodis e Horace McCoy. «Ho iniziato a leggere polizieschi quasi come una deviazione naturale del mio interesse per la letteratura degli Stati Uniti. Uno legge Fitzgerald, Faulkner e poi trova rapidamente Hammett o David Goodis. Più tardi, tra il 1968 e il 1976, leggevo polizieschi per necessità professionale, dato che gestivo una collana», ha detto in una intervista.
Da quanto ha dichiarato è dall'età di 18 anni che legge Faulkner, Ha iniziato con La mansión poi per anni ha continuato con altre opere: «Penso che quello che mi impressiona di più di Faulkner è l'autonomia che narra». Però i suoi riferimenti sono molto diversi (in Respiración artificial fa battute sul 'linguaggio faulkneriano' degli scrittori). Nelle sue fonti di ispirazione sono presenti molti scrittori statunitensi, ma ci sono anche altri come Kafka, Musil, ecc. E, naturalmente, tutta la migliore letteratura argentina.
Piglia ha osservato che, visto a posteriori, sono due le poetiche che lo hanno influenzato: quella che si basa sull'oralità, apparentemente «popolare», arrivata a una specie di tensione espressiva, come João Guimarães Rosa o Juan Rulfo. E quella di «avanguardia» che lavora con l'idea che lo stile è popolare: come per James Joyce o Manuel Puig, per esempio.
Piglia ha vissuto negli Stati Uniti dove ha insegnato in varie università, tra queste fu professore all'università di Princeton e in quella di Harvard, dove ha insegnato per una quindicina di anni. Nonostante si fosse stabilito in quel paese nel quale aveva pure casa, nel dicembre 2011 preferì tornare in Argentina: al seguito di questo rimpatrio a Buenos Aires iniziò a scrivere il romanzo El camino de Ida, caratterizzato da elementi autobiografici, che fu pubblicato dall'editoriale spagnola Anagramma nell'anno 2013.

## Il cinema e Piglia
Ha scritto le sceneggiature del film Cuore illuminato (1996), di Héctor Babenco; La sonámbula, recuerdos del futuro (1998), di Fernando Spiner; El astillero (2000), di David Lipszyc, basato sul romanzo omonimo di Juan Carlos Onetti. Marcelo Piñeyro ha diretto Plata quemada (2000), sceneggiatura dello stesso Piñeyro e Marcelo Figueras basato sul romanzo di Piglia, film che ha ottenuto in Spagna il Premio Goya 2000 come migliore lungometraggio straniero di lingua spagnola.

## Opere

### Romanzi e racconti
- Jaulario, 1967 (9 racconti: Tierna es la noche; Tarde de amor; La pared; Una luz que se iba; Desde el terraplén; La honda; En el calabozo; Mata Hari 55; Las actas del juicio)
- La invasión, 1967 (10 racconti: Tarde de amor; La pared; Una luz que se iba; En el terraplén; La honda; Mata Hari 55; Las actas del juicio; Mi amigo; La invasión; Tierna es la noche); trad. Enrico Leon, L'invasione, Milano: Sur, 2015 ISBN 9788897505518
- Nombre falso, 1975 (6 racconti: Las actas del juicio; Mata Hari 55; El laucha Benítez cantaba boleros; La caja de vidrio; El precio del amor; Nombre flaso); nuova ed. 1994 (contiene anche El fin de viaje; La loca y el relato del crimen)
- Respiración artificial, 1980; trad. Gianni Guadalupi, Respirazione artificiale, Milano: Serra e Riva, 1990; Milano: Sur, 2012, ISBN 9788897505082
- Prisión perpetua, 1988 (l'ed. argentina contiene: Prisión perpetua e Encuentro en Saint-Nazaire; l'ed. spagnola contiene anche: El fin del viaje e La loca y el relato del crimen)
- La ciudad ausente, 1992; trad. Enrico Leon, La città assente, Milano: Sur, 2014 ISBN 9788897505273
- Cuentos morales: antología personal (1961-1990), 1995
- Plata quemada, 1997; trad. Pino Cacucci, Soldi bruciati, Parma: Guanda, 2000; Milano, Feltrinelli, 2008 ISBN 9788807720253
- El pianista, 2003
- Blanco nocturno, 2010; trad. Pino Cacucci, Bersaglio notturno, Milano: Feltrinelli, 2010 ISBN 9788807018442
- El camino de Ida, 2013; trad. Nicola Jacchia, Solo per Ida Brown, Milano: Feltrinelli, 2017 ISBN 9788807032226

### Saggi e altro
- El cuento norteamericano, 1976 (antologia)
- Cuentos de la serie negra, 1979 (antologia)
- Crítica y ficción, 1986; nuova ed. 2001 (contiene: La lectura de la ficción; Sobre Roberto Arlt; Narrar en el cine; Una trama de relatos; Sobre Cortázar; El laboratorio de la escritura; Sobre el género policial; Parodia y propiedad; Sobre Sur; Sobre Borges; Novela y utopía; Los relatos sociales; La literatura y la vida; Ficción y política en la literatura argentina; Sobre Faulkner; Primera persona; Borges como crítico; Conversación en Princeton)
- La Argentina en pedazos, 1993
- Formas breves, 1999
- Crímenes perfectos: antología de relatos, 1999 (antologia)
- Diccionario de la novela de Macedonio Fernández, 2000
- El último lector, 2005; trad. Alessandro Gianetti, L'ultimo lettore, Milano: Feltrinelli, 2007 ISBN 9788807017391
- Teoría del complot, 2007
- Antología personal, 2014 (contiene: Prólogo; El gaucho invisible; La nena; El Laucha Benítez; Un pez en el hielo; El joyero; El escritor como lector; Teoría del complot; Una propuesta para el próximo milenio; Una clase sobre Puig; La ex-tradición; Liminar; La música; La película; El Astrólogo; El senador; La isla de Finnegan; Modos de narrar; Notas en un diario; Ernesto Guevara, el último lector; Sobre esta edición)
- La forma inicial. Conversaciones en Princeton, 2015
- Por un relato futuro. Conversaciones con Juan José Saer, 2015
- Las tres vanguardias. Saer, Puig, Walsh, 2016
- Escritores norteamericanos, 2017 (12 articoli del 1967 su Ring Lardner; Sherwood Anderson; Thomas Wolfe; William Faulkner; Francis Scott Fitzgerald; Ernest Hemingway; Erskine Caldwell; Nelson Algren; Truman Capote; John Updike; James Baldwin)
- Los diarios de Emilio Renzi (3 voll.):
  - Los años de formación (1957-1967), 2015
  - Los años felices (1968-1975), 2016
  - Un día en la vida, 2017 (in preparazione)